# Campeonato NORCECA de Voleibol Femenino Sub-18 de 2006
El Campeonato NORCECA de Voleibol Femenino Sub-18 del año 2006 fue la quinta edición de este torneo femenino de voleibol que se realiza cada dos años. Seis selecciones nacionales de la categoría participaron en el torneo del 25 al 30 de julio de 2006 en Gainesville, Florida, Estados Unidos. El evento sirvió como clasificatorio para el Campeonato Mundial de Voleibol Femenino Sub-18 de 2007.

## Primera Fase

### Grupo A

#### Clasificación
| Pos | Equipo               | PJ | PG | PP | SF | SC | DS  | PTS |
| --- | -------------------- | -- | -- | -- | -- | -- | --- | --- |
| 1   | Estados Unidos       | 5  | 5  | 0  | 15 | 3  | 12  | 14  |
| 2   | República Dominicana | 5  | 4  | 1  | 13 | 8  | 5   | 11  |
| 3   | Canadá               | 5  | 3  | 2  | 11 | 8  | 3   | 9   |
| 4   | Puerto Rico          | 5  | 2  | 3  | 9  | 9  | 0   | 7   |
| 5   | México               | 5  | 1  | 4  | 6  | 12 | -6  | 4   |
| 6   | Honduras             | 5  | 0  | 5  | 0  | 15 | -15 | 0   |

#### Resultados
| Fecha    |                      | Resultado |                      | Set   | Set   | Set   | Set   | Set   | Puntuación Total |
| Fecha    | 1                    | Resultado | 2                    | 3     | 4     | 5     |       |       | Puntuación Total |
| -------- | -------------------- | --------- | -------------------- | ----- | ----- | ----- | ----- | ----- | ---------------- |
| 25-07-06 | Canadá               | 3 - 1     | México               | 25-23 | 19-25 | 25-18 | 25-22 |       | 94 - 88          |
| 25-07-06 | República Dominicana | 3 - 2     | Puerto Rico          | 15-25 | 20-25 | 25-20 | 25-18 | 15-11 | 100 - 99         |
| 25-07-06 | Estados Unidos       | 3 - 0     | Honduras             | 25-14 | 25-09 | 25-10 |       |       | 75 - 33          |
| 26-07-06 | República Dominicana | 3 - 0     | Honduras             | 25-16 | 25-22 | 25-13 |       |       | 75 - 51          |
| 26-07-06 | Canadá               | 3 - 1     | Puerto Rico          | 21-25 | 25-18 | 25-23 | 25-17 |       | 96 - 83          |
| 26-07-06 | Estados Unidos       | 3 - 0     | México               | 25-14 | 25-14 | 25-18 |       |       | 75 - 46          |
| 27-07-06 | México               | 3 - 0     | Honduras             | 25-06 | 25-14 | 25-12 |       |       | 75 - 32          |
| 27-07-06 | República Dominicana | 3 - 1     | Canadá               | 25-23 | 18-25 | 26-24 | 25-21 |       | 94 - 93          |
| 27-07-06 | Estados Unidos       | 3 - 0     | Puerto Rico          | 25-13 | 25-14 | 25-12 |       |       | 75 - 39          |
| 28-07-06 | Puerto Rico          | 3 - 0     | Honduras             | 25-09 | 25-08 | 25-14 |       |       | 75 - 31          |
| 28-07-06 | República Dominicana | 3 - 2     | México               | 22-25 | 25-19 | 25-21 | 30-32 | 15-11 | 75 - 36          |
| 28-07-06 | Estados Unidos       | 3 - 1     | Canadá               | 25-18 | 25-18 | 21-25 | 25-18 |       | 96 - 79          |
| 29-07-06 | Canadá               | 3 - 0     | Honduras             | 25-14 | 25-13 | 25-07 |       |       | 75 - 34          |
| 29-07-06 | Puerto Rico          | 3 - 0     | México               | 25-14 | 25-16 | 25-18 |       |       | 75 - 48          |
| 29-07-06 | Estados Unidos       | 3 - 2     | República Dominicana | 25-10 | 19-25 | 25-20 | 25-27 | 15-09 | 109 - 91         |

## Fase Final

### Partido por el 5.º Puesto
| Fecha    |        | Resultado |          | Set   | Set   | Set   | Set | Set | Puntuación Total |
| Fecha    | 1      | Resultado | 2        | 3     | 4     | 5     |     |     | Puntuación Total |
| -------- | ------ | --------- | -------- | ----- | ----- | ----- | --- | --- | ---------------- |
| 30-07-06 | México | 3 - 0     | Honduras | 25-14 | 25-14 | 25-14 |     |     | 75 - 42          |

### Partido por el3.erPuesto/Medalla de Bronce
| Fecha    |             | Resultado |        | Set   | Set   | Set   | Set | Set | Puntuación Total |
| Fecha    | 1           | Resultado | 2      | 3     | 4     | 5     |     |     | Puntuación Total |
| -------- | ----------- | --------- | ------ | ----- | ----- | ----- | --- | --- | ---------------- |
| 30-07-06 | Puerto Rico | 3 - 0     | Canadá | 25-23 | 25-20 | 27-25 |     |     | 77 - 68          |

### Final
| Fecha    |                | Resultado |                      | Set   | Set   | Set   | Set | Set | Puntuación Total |
| Fecha    | 1              | Resultado | 2                    | 3     | 4     | 5     |     |     | Puntuación Total |
| -------- | -------------- | --------- | -------------------- | ----- | ----- | ----- | --- | --- | ---------------- |
| 30-07-06 | Estados Unidos | 3 - 0     | República Dominicana | 25-13 | 25-22 | 25-13 |     |     | 75 - 48          |

| Brasil                   |
| Campeón                  |
| Estados Unidos 4º Título |

## Clasificación General
| Puesto | Equipos              |
| ------ | -------------------- |
|        | Estados Unidos       |
|        | República Dominicana |
|        | Puerto Rico          |
| 4      | Canadá               |
| 5      | México               |
| 6      | Honduras             |

| – | Campeón y Clasificado al Mundial México 2007 |
| – | Clasificado al Mundial México 2007           |

## Distinciones individuales
| Distinción      | Nombre           | Equipo         |
| --------------- | ---------------- | -------------- |
| MVP             | Tarah Murrey     | Estados Unidos |
| Mejor Anotadora | Tarah Murrey     | Estados Unidos |
| Mejor Ataque    | Tarah Murrey     | Estados Unidos |
| Mejor Bloqueo   | Becky Pagan      | Canadá         |
| Mejor Servicio  | Alexandra Hunt   | Estados Unidos |
| Mejor Armadora  | Jenifer Nogueras | Puerto Rico    |
| Mejor Recepción | Kanani Herring   | Estados Unidos |
| Mejor Defensa   | María Escoto     | Puerto Rico    |
| Mejor Líbero    | Sydney Yogi      | Estados Unidos |

| Predecesor: Puerto Rico 2004 | Campeonato NORCECA de Voleibol Femenino Sub-18 Estados Unidos 2006 | Sucesor: Puerto Rico 2008 |